# 弗洛里安·维尔茨
弗洛里安·里夏德·维尔茨（德語：Florian Richard Wirtz，2003年5月3日—）是一名德国足球运动员，场上司职前腰，目前效力于英超球队利物浦、德国国家足球队。

## 俱樂部生涯
维尔茨在2010年加入了科隆的青年队，他在那里效力了近10年，直到2020年1月被勒沃库森签下。2020年5月18日，他在勒沃库森客场4-1大胜云达不莱梅的德甲比赛中首发出场，上演了职业队首秀。以17岁15天的年龄，他成为了勒沃库森队史上上演德甲首秀时最年轻的球员。
2020年6月6日，维尔茨在勒沃库森主场2-4输给拜仁慕尼黑的比赛第89分钟打进了他职业生涯中的第一粒进球。以17岁34天的年龄，他成为了德甲历史上进球时最年轻的球员。直到6个月后的2020年12月18日，这一记录才被年仅16岁28天的多特蒙德小将穆科科打破。
2021年1月19日，维尔茨在勒沃库森主场2-1战胜多特蒙德的比赛第80分钟打进了制胜一球。維爾茨在2月6日以5-2擊敗斯圖加特的比賽中打進了他職業生涯的第五個德甲進球，成為德甲歷史上第一個在18歲之前達到這一基準的球員。
2024年4月14日，维尔茨上演职业生涯首个帽子戏法，率队以5-0的比分战胜云达不莱梅，为勒沃库森赢得了队史首个德甲冠军。
2025年6月20日，英超球队利物浦宣布，与勒沃库森足球俱乐部就维尔茨的转会达成协议，并与维尔茨签下一份长期合约。据媒体报道，维尔茨的转会费用高达1.36亿欧元（约合1.16亿英镑），创下英国足坛记录。

## 國家隊生涯
2021年9月2日，維爾茨在2022年世界盃外圍賽對陣列支敦士登客場以2-0取勝的比賽中為德国国家足球队首次亮相，第82分鐘他換下約書亞·基米希。

## 个人生活
维尔茨在德国北莱茵-威斯特法伦州普尔海姆市布劳韦勒出生。
維爾茨的父母是他的經紀人；他的父親漢斯-約阿希姆·维尔茨曾经是联邦警卫队的官员，后出任Grün-Weiß Brauweiler足球俱樂部的主席，维尔茨的母亲是TuS SW Brauweile俱乐部的手球教练，夫妇两人有十个子女，弗洛里安·维尔茨是家中最小的孩子。維爾茨在加盟科隆之前曾在孩童時期效力過該俱樂部。他的姐姐朱利安尼·維爾茨也是一名職業足球運動員；她在十六歲時首次參加德国女子足球甲级联赛，並代表德國青年隊參加比賽。

## 榮譽

### 球會
科隆
- U17德甲聯賽冠軍：2019年

 利華古遜
- 德国足球甲级联赛冠軍：2023–24[15]
- 德国足协杯冠軍：2023–24[16]
- 德國超級盃冠軍：2024[17]

### 國家隊
德國U21
- 歐洲U-21足球錦標賽冠軍：2021年

### 個人
- 弗里茨·瓦尔特金奖：2020年（U17）、2022年（U19）
- 欧足联欧洲联赛賽季最佳青年球員：2022–23賽季[18]